# Porphyrinia
Porphyrinia is een voormalig geslacht van vlinders van de familie Spinneruilen (Erebidae). Dit geslacht is een synoniem van Eublemma.

## Soorten die in dit geslacht waren ondergebracht
- P. afghana Wiltshire, 1961
- P. aftob Brandt, 1938
- P. agnella Brandt, 1938
- P. albicans Guenée, 1852
- P. albida Duponchel, 1842
- P. albipennis Hampson, 1910
- P. albipurpurea Warren, 1913
- P. albivestalis Hampson, 1910
- P. aliena Krüger, 1939
- P. amabilis Moore, 1884
- P. amasina Eversmann, 1842
- P. anachoresis Wallengren, 1863
- P. apicipunctalis Brandt, 1939
- P. arida Rothschild, 1913
- P. bifasciata Moore, 1881
- P. bilineata Hampson, 1902
- P. bistellata Wiltshire, 1962
- P. boursini Bytinsky-Salz, 1937
- P. brygooi Viette, 1966
- P. bulla Swinhoe, 1884
- P. caduca Christoph, 1893
- P. caelestis Brandt, 1938
- P. candicans Rambur, 1858
- P. candidana Fabricius, 1794
- P. carneola Hampson, 1910
- P. carneotincta Hampson
- P. cochylioides Guenée, 1852
- P. confusa Rothschild, 1920
- P. confuscata Warren, 1913
- P. conistrota Hampson, 1910
- P. conspersa Butler, 1880
- P. convergens Walker, 1869
- P. cremorna Hampson, 1918
- P. crocea Rothschild, 1920
- P. cyrenaea Turati, 1924
- P. chlorotica Lederer, 1858
- P. debilis Christoph, 1884
- P. deserta Staudinger, 1899
- P. deserti Rothschild, 1909
- P. draudti Bytinsky-Salz, 1937
- P. eburnea Turati, 1927
- P. elychrysi Rambur, 1833
- P. emir Oberthür
- P. ephimera Hampson, 1910
- P. epigramma Staudinger, 1889
- P. ernesti Rothschild, 1915
- P. exigua Walker, 1857
- P. faroulti Rothschild, 1911
- P. fugitiva Christoph, 1877
- P. gratiosa Eversmann, 1854
- P. griseola Erschoff, 1874
- P. guenéei Spuler, 1907
- P. hansa Herrich-Schäffer, 1845
- P. himmighoffeni Miller, 1868
- P. ignefusa Hampson, 1910
- P. illota Christoph, 1887
- P. inconspicua Walker, 1865
- P. innocens Butler, 1886
- P. jocularis Christoph, 1877
- P. kruegeri Wiltshire, 1970
- P. lacteola Rothschild, 1914
- P. leucanides Staudinger, 1889
- P. leucodesma Lower, 1899
- P. leucota Hampson, 1910
- P. lozostropha Turner, 1902
- P. lutosa Staudinger, 1891
- P. maraschensis Osthelder, 1933
- P. marginula Herrich-Schäffer, 1845
- P. marmaropa Meyrick, 1902
- P. microptera Brandt, 1939
- P. munda Christoph, 1884
- P. murati Brandt, 1939
- P. nelvai Rothschild, 1920
- P. nives Brandt, 1938
- P. noctuelioides Wiltshire, 1971
- P. nuristana Wiltshire, 1961
- P. obscura Krüger, 1939
- P. ostrina Hübner, 1808
- P. pallidula Herrich-Schäffer, 1851
- P. pannonica Freyer, 1840
- P. parallela Freyer, 1842
- P. parva Hübner, 1808
- P. parvoides Brandt, 1939
- P. permixta Staudinger, 1897
- P. pernivea Rothschild, 1920
- P. polygramma Duponchel, 1836
- P. popovi Wiltshire, 1953
- P. porphyrina Freyer, 1848
- P. prochitana Costa, 1834
- P. pseudepistrota Brandt, 1938
- P. pseudostrina Rothschild, 1914
- P. pseudoviridis Brandt, 1939
- P. pulchra Swinhoe, 1886
- P. pura Hübner, 1818
- P. purinula Turati, 1934
- P. purpurina Schiffermüller, 1776
- P. purrulenta Turati, 1934
- P. pusilla Eversmann, 1837
- P. ragusana Freyer, 1844
- P. ragusoides Berio, 1954
- P. rectifascia de Joannis, 1893
- P. rhodocraspis Druce, 1909
- P. rivula Moore, 1882
- P. rosea Hübner, 1790
- P. roseana Moore, 1881
- P. roseonivea Walker, 1864
- P. rushi Wiltshire, 1962
- P. salangi Wiltshire, 1961
- P. sarcosia Hampson, 1910
- P. seminivea Hampson, 1896
- P. semiochrea Krüger, 1939
- P. siticuosa Lederer, 1858
- P. straminea Staudinger, 1891
- P. striantula Wiltshire, 1961
- P. subvenata Staudinger, 1892
- P. suppuncta Staudinger, 1891
- P. suppura Staudinger, 1891
- P. symphona Prout, 1928
- P. taftana Brandt, 1941
- P. trachycornis Strand, 1920
- P. trifasciata Moore, 1881
- P. uniformis Staudinger, 1878
- P. vestalis Butler, 1886
- P. viettei Berio, 1954
- P. virginalis Oberthür, 1881
- P. viridis Staudinger, 1888
- P. viridula Guenée, 1841
- P. wollastoni Rothschild, 1901